# دث‌مچ
دث‌مچ یا مسابقه مرگ (به انگلیسی: Deathmatch) که به اسم آزاد برای همه (به انگلیسی: free-for-all) نیز شناخته می‌شود، یک حالت گیم‌پلی پرکاربرد است که در بسیاری از بازی‌های تیراندازی از جمله تیراندازی اول شخص (FPS) و بازی‌های ویدئویی استراتژی هم‌زمان (RTS) وجود دارد. به‌طور معمول، هدف یک بازی دث‌مچ کشتن (یا شکست) بازیکنان دیگر در یک زمان محدود است، تاجایی که بازیکن به شرایط خاصی برسد مثل داشتن بیشترین کشته‌ها در بین تمام بازیکنان یا داشتن بیشترین امتیاز که در آن صورت بازیکن برنده بازی محسوب می‌شود و مسابقه به پایان می‌رسد.
حالت دث‌مچ در بازی‌های استراتژی هم‌زمان نیز وجود دارد. در این حالت، هر بازیکن باید به دنبال کشتن دشمنان خود باشد و در عین حال نیز تلاش کند از حملات دشمنان خود در امان باشد. بازیکنان در این حالت باید منابع خود را به بهترین نحو ممکن مدیریت کنند و به دنبال ساخت ساختمان‌ها و نیروهای جدید باشند. در این حالت، هیچ محدودیتی در مورد تیم‌ها وجود ندارد و هر بازیکن برای خودش بازی می‌کند. در برخی بازی‌ها، امتیازات برای کشتن بازیکنان دیگر در نظر گرفته می‌شود و با افزایش تعداد بازیکنان کشته شده، به امتیازات بیشتری دست پیدا می‌کنید.
در گیم هایی مثل فری فایر، پابجی و کال آو دیوتی این قابلیت وجود دارد.